# Monti Orvin
I monti Orvin sono una catena montuosa dell'Antartide facente parte del più grande insieme montuoso chiamato Fimbulheimen. Situata nella Terra della Regina Maud e in particolare in corrispondenza della costa della Principessa Astrid, la formazione si snoda per oltre 100 km tra i monti Wohlthat, a est, e i monti Mühlig-Hofmann, a ovest, e le sue vette raggiungono i 3055 m s.l.m. con il picco Sandeggtind.

## Sottocatene
La catena è costituita da un insieme di altre catene e dorsali, che, da ovest a est, sono:
- Monti Filchner 72°00′00″S 7°30′00″E
- Monti Drygalski 71°47′00″S 8°15′00″E
- Monti Kurze 71°50′00″S 9°00′00″E
- Monti Gagarin 71°58′00″S 9°23′00″E
- Monti Conrad 71°50′00″S 9°42′00″E
- Monte Dallmann 71°45′00″S 10°20′00″E
- Dorsale Shcherbakov 71°51′00″S 10°32′00″E

## Storia
I monti Orvin sono stati scoperti e fotografati durante la spedizione Nuova Svevia, 1938-39, comandata dal capitano tedesco Alfred Ritscher. In seguito, la catena è stata poi nuovamente esplorata dalla sesta spedizione antartica norvegese, 1956-60, che l'ha così battezzata in onore di Anders K. Orvin, direttore dell'Istituto polare norvegese dal 1958 al 1959.